# Halasjön (Åryds socken, Blekinge)
Halasjön är en sjö i Karlshamns kommun i Blekinge och ingår i Bräkneån-Mieåns kustområde. Sjön är 12,3 meter djup, har en yta på 0,639 kvadratkilometer och är belägen 39,2 meter över havet. Vid provfiske har bland annat abborre, braxen, gers och gädda fångats i sjön.

## Delavrinningsområde
Halasjön ingår i det delavrinningsområde (623692-144930) som SMHI kallar för Inloppet i Norra Öllesjön. Medelhöjden är 60 meter över havet och ytan är 32,62 kvadratkilometer. Räknas de 7 avrinningsområdena uppströms in blir den ackumulerade arean 90,33 kvadratkilometer. Klockarebäcken (Tattån) som avvattnar avrinningsområdet har biflödesordning 2, vilket innebär att vattnet flödar genom totalt 2 vattendrag innan det når havet efter 12 kilometer. Avrinningsområdet består mestadels av skog (81 procent). Avrinningsområdet har 2,45 kvadratkilometer vattenytor vilket ger det en sjöprocent på 7,5 procent.

## Fisk
Vid provfiske har följande fisk fångats i sjön:
- Abborre
- Braxen
- Gärs
- Gädda
- Mört
- Gös (Inplanterad)